# Live at Wembley '78
Albums de Electric Light Orchestra
Live at Winterland '76
(1998) Live at the BBC
(1999)
Live at Wembley '78 est un album live d'Electric Light Orchestra enregistré durant la tournée de promotion de l'album Out of the Blue, en 1978, et sorti en 1998.

## Titres
Toutes les chansons sont écrites et composées par Jeff Lynne, sauf mention du contraire.
| No  | Titre                | Auteur      | Durée |
| --- | -------------------- | ----------- | ----- |
| 1.  | Introduction         | Tony Curtis | 2:48  |
| 2.  | Standin' in the Rain |             | 3:37  |
| 3.  | Night in the City    |             | 3:52  |
| 4.  | Turn to Stone        |             | 3:53  |
| 5.  | Tightrope            |             | 4:34  |
| 6.  | Telephone Line       |             | 4:19  |
| 7.  | Rockaria!            |             | 2:52  |
| 8.  | Wild West Hero       |             | 3:09  |
| 9.  | Showdown             |             | 3:13  |
| 10. | 1 Minute Talk        |             | 0:54  |
| 11. | Sweet Talkin' Woman  |             | 3:53  |
| 12. | Mr. Blue Sky         |             | 3:38  |
| 13. | Do Ya                |             | 4:46  |
| 14. | Livin' Thing         |             | 3:57  |
| 15. | Roll Over Beethoven  | Berry       | 6:45  |

## Musiciens
- Jeff Lynne : chant, guitare
- Bev Bevan : batterie
- Richard Tandy : claviers
- Kelly Groucutt : basse, chant
- Mik Kaminski : violon
- Hugh McDowell : violoncelle
- Melvyn Gale : violoncelle